# 타르 (담배)
타르(TAR)는 'Total Aerosol Residue'의 줄임말로, 담배 연기에서 니코틴과 수분의 질량을 뺀 후 남아 있는 고체 및 액체의 총 잔여물을 뜻한다. 일반적으로 사람들이 타르를 담배 혹은 담배 연기에 포함된 특정한 화학성분을 일컫는 것으로 인식하고 있으나, 실제로는 단순히 무게를 지칭하는 용어이다. 하지만 궐련(일반담배)는 태워서 그 연기를 마시기 때문에 타르에 포함되어 있는 물질은 상당부분 유해한 물질이다. 전문가들은 타르를 니코틴이 포함되지 않은 건조 입자상 물질(Nicotine Free Dry Particulate Matter, NFDPM)이라고 칭하기도 한다.
담배 및 담배 연기에 포함된 특정한 화학성분으로 오인하는 것 이외에도 많은 사람들이 담배의 타르를 석탄 연료 생성 과정에서 부산물로 만들어지는 콜타르(Cole tar) 혹은 석유를 증류해 만들어지는 검은색 고체성분인 아스팔트 타르와 동일한 것으로 잘못 알고 있는 경우가 많다.
운빨존많겜에도 타르라는 캐릭터가 존재한다.

## 타르 측정법 개발 배경[5]
담배 연기는 수많은 종류의 화학물질로 구성된 복잡한 혼합물로 화학물질들은 기체, 증기 및 응축된 에어로졸 입자로 존재한다. 또한 확산, 상호 용해 효과, 노화 과정 등으로 인해 담배 연기 조성은 매우 복잡하다. 따라서 니코틴을 제외한 건조 입자상 물질(TAR 혹은 NFDPM)의 측정은 추상적인 정의에 바탕을 두고 있다.
과학자들의 경험을 통해 타르 값을 측정하기 위한 특정 절차들이 더욱 신뢰할 수 있음이 알려졌고 이런 요소들을 고려해, 1988∼1989년동안 국제담배과학자협회(CORESTA) 연기 및 기술분과 회원들로 구성된 태스크포스(TF)에 의해 실험실 간 공동 연구가 수행되었다. 이를 통해, 궐련의 총 입자상 물질 및 건조 입자상 물질의 측정과 관련된 반복 정밀도와 재현 정밀도가 연구됐다.
그 결과, 시료 채취, 조화, 궐련으로부터 유래하는 니코틴과 수분 및 입자상 물질의 측정과 관련된 일체의 표준 세트를 구성하는 다른 표준들과 더불어 수많은 국가의 다수의 실험실이 참여한 협의 및 실험실 간 공동 실험 후에 국제표준이 만들어졌다.
국제담배과학자협회는 자동 흡연 장치를 이용한 궐련의 흡연과 관련된 첫 번째 국제표준을 1968년에 최초로 출판하였다. 이 국제표준은 이러한 개선 사항들을 취합하고 반영해서 이 분야에서의 최신 현황을 나타내고, 기준 방법으로 공인된 일체의 절차들을 제공한다.
이 방법은 기계를 이용한 방법으로 엄격하게 통제된 일련의 변수들을 사용하여 궐련이 흡연되도록 한다. 따라서 이 절차에 따라 궐련이 흡연되면 해당 궐련의 타르와 니코틴을 기계적 이행량에 기초하여 비교하고 순위를 매기는 것이 가능하다.

## 타르 측정 방법
담뱃갑에 표시되는 타르의 수치는 일반적으로 ISO(International Organization for Standardization) 방법으로 측정한다. 간단히 말해 소거법을 사용하는데, 일반적으로 케임브리지 필터 패드에 담배의 연기의 입자를 모은 후 증가한 전체 무게에서 니코틴과 수분의 무게를 빼 측정한다.
즉, “타르의 무게 = 총 연기의 입자 무게 – 니코틴무게 – 수분무게”라는 계산식으로 계산한다.
이렇게 측정된 타르수치는 질량으로 기재하며 국내 담뱃갑에 니코틴 함량과 함께 표시되고 있다. 그러나 타르의 질량이 잔여물의 구성 성분에 대해서는 아무런 정보도 없다는 것이 문제가 되고 있다. 타르의 구성 성분 중 대부분이 상당한 독성을 가진 화학물질이고 적은 양이 이외의 잔여물일 수 있다. 그러나 이 반대로의 구성도 충분이 가능하다.

## 담배 연기에 포함된 유해물질
저타르 담배의 경우에서도 알 수 있듯이 타르 수치가 낮다고 해서 유해물질량이 적다고 할 수는 없다. 미국 식품의약국(FDA)는 담배의 위해성 평가를 위해서는 타르가 아닌 연기에 포함된 인체에 ‘유해하거나 유해할 가능성이 있는 물질(Harmful and Potentially Harmful Constituents, HPHCs)’을 살펴야 한다고 언급하고 있다.
FDA는 담배 연기에 포함된 유해물질 중 암, 심혈관 질환, 호흡기 질환, 발달 및 생식 그리고 중독과 관련된 질병에 영향을 주는 유해물질에 초점을 맞춰, 체계적으로 연구 및 검토된 18가지 물질을 제시했다.
| <FDA에 지정한 담배 연기에 포함된 유해하거나 유해할 가능성이 있는 물질(HPHCs)> |
| ----------------------------------------------------------------------------- |
| 아세트알데히드                                                                |
| 아크롤레인                                                                    |
| 아크릴로나이트릴                                                              |
| 4-바이페닐아민                                                                |
| 1-나프틸아민                                                                  |
| 2-나프틸아민                                                                  |
| 암모니아                                                                      |
| 벤젠                                                                          |
| 벤조에이피렌                                                                  |
| 1,3-부타디엔                                                                  |
| 일산화탄소                                                                    |
| 크로톤알데히드                                                                |
| 이소프렌                                                                      |
| 니코틴                                                                        |
| NNN                                                                           |
| NNK                                                                           |
| 톨루엔                                                                        |

한편, 세계보건기구는 담배 연기 속 포함된 유해물질로 9가지 물질(WHO 9chemicals)를 제시하였는데, 여기에는 일산화탄소, 벤조피렌, 포름알데히드, 아크롤레인, NNN, NNK, 1,3-부타디엔, 벤젠, 아세트알데히드가 포함되어 있다.

## 타르 관련 쟁점

### 1) 위해성 기준으로서의 타르 표기의 적절성
국내에서는 타르가 담배의 위해성을 나타내는 지표로 인식되고 있으나 공공 보건 및 과학적인 측면에서 타르의 양은 담배의 위해성을 측정하는 정밀한 기준이 아니며, 국내와 같이 타르의 양을 소비자에게 공개하는 것은 오해의 소지가 있다는 것이 일반적인 의견이다. 이에 다수의 정부와 공중보건 기관은 담뱃갑에 타르의 양을 기재하지 못하게 하는 것을 지지하고 있다.
세계보건기구(WHO)는 “타르가 담배규제의 확실한 근거가 아니기 때문에 측정할 필요가 없으며, 수치를 기재하는 것은 오해의 소지가 있을 수 있다”고 언급한 바 있으며, 이 때문에 담뱃갑에 타르의 양을 표기하는 것은 유용하지 않다고 설명했다.
유럽연합(EU)의 2014년 담배제품지침(Tobacco Product Directive)에서는 타르 등급이 담배의 유해성 수준을 식별하는데 있어 잘못된 수치라는 점을 명백히 밝힌 바 있다. 특히, “담배 단위포장에 기재된 타르, 니코틴 및 일산화탄소에 대한 배출수준의 지표는 소비자로 하여금 특정 담배가 다른 담배에 비해 덜 해롭다고 믿게 할 수 있기 때문에 오해를 불러일으킬 수 있는 것으로 입증된 바 있다”고 언급했다.
독일연방위해평가원은 “일반담배의 타르 수치는 형식적으로 계산할 수 있으나, 궐련형 전자담배의 경우 타르 수치를 직접 비교할 경우 잘못 해석할 수 있다”고 언급했다.

### 2) 저타르 담배
일명 저타르 담배라고 불리는 제품들은 일반담배와 동일한 형태의 담배이지만 담배에 포함된 타르의 양이 개비당 0.1mg 또는 0.5mg으로 일반담배와 비교에 적게 포함된 담배를 말한다. 저타르 담배 제품들은 담뱃갑에 타르의 양을 표시하거나 순한 담배 이미지를 부각시킨다.
그러나 SBS 보도에 따르면, 지난 2016년 보건복지위원회 소속 의원이었던 김명연 의원(당시 새누리당 소속)이 한국건설생활환경시험연구원에 의뢰해 저타르 담배 5종을 선정하여 진행한 담배연기분석 측정결과 흡연자의 흡연 습관에 따라 담뱃갑에 표시된 수치(0.1mg)보다 최대 95배(9.5mg)나 많은 타르를 흡입할 수 있는 것으로 나타났다.
이는 저타르 제품은 필터주변에 미세하게 뚫려 있는 천공(공기구멍)을 뚫어 공기를 더 유입시키는 방법으로 타르의 양이 적게 측정되도록 하고 있으나, 흡연자들은 실제 흡연 시 입술로 천공을 막고 피우기 때문에 소비자가 실제로 흡수하는 타르의 양은 고타르 제품과 별 차이가 없는 것으로 나타났다.

### 3) 궐련형 전자담배 속 타르
최근 일반담배보다 유해물질이 적게 포함되어 있고, 연기와 냄새가 없어 흡연자들에게 인기가 많은 궐련형 전자담배는 지속적으로 유해성 논란이 제기되고 있다. 일각에서는 궐련형 전자담배도 일반담배와 유사한 양의 타르를 포함하고 있어 유해성에 차이가 없다고 주장하고 있다.
그러나 ISO 방식에 따라 측정하는 타르의 양은 일반담배처럼 태워서 사용하는 담배 제품에서 발생하는 연기 속에 포함된 니코틴과 수분을 제외한 모든 성분의 총량을 지칭하는 것이므로, 담배 스틱을 연소시키지 않고 가열하여 증기를 흡입하는 궐련형 전자담배는 타르를 측정하기 어렵다는 것이 담배회사의 주장이다. 또한 ISO 방식으로 궐련형 전자담배 증기에 포함된 타르 측정을 시도한다고 하더라도 현행 ISO 방식으로는 궐련형 전자담배의 증기 속에 다량 포함된 수분을 제대로 포집할 수 없어 정확하게 측정할 수 없다고 설명하고 있다.
이에 일반담배의 연기와 궐련형 전자담배 증기에서 발생하는 배출물의 유해성을 제대로 비교하기 위해서는 국제기구 및 기관들이 지정한 담배 배출물 내의 주요 독성물질 혹은 발암물질(WHO 9가지, FDA 18가지, Health Canada 44가지 지정)을 측정하여 해당 물질을 기준으로 유해성을 비교하는 것이 타당하다는 의견이다.